# Dworszowice Pakoszowe
Dworszowice Pakoszowe is een plaats in het Poolse district  Pajęczański, woiwodschap Łódź. De plaats maakt deel uit van de gemeente Sulmierzyce en telt 800 inwoners.